# Giampio Luigi Devasini

Wappen von Giampio Luigi Devasini

Giampio Luigi Devasini (* 4. September 1962 in Alessandria, Provinz Alessandria) ist ein italienischer Geistlicher und römisch-katholischer Bischof von Chiavari.

## Leben
Giampio Luigi Devasini erwarb zunächst an der Universität Genua einen Abschluss in Rechtswissenschaften. Er war in diesem Bereich tätig, bevor er in das Theologische Seminar in Alessandria eintrat. Am 8. Juni 2002 empfing er durch Bischof Germano Zaccheo das Sakrament der Priesterweihe für das Bistum Casale Monferrato.
Neben verschiedenen Aufgaben in der Pfarrseelsorge war er von 2002 bis 2007 Subregens des diözesanen Priesterseminars. Von 2003 bis 2019 war er bischöflicher Beauftragter für das geweihte Leben. Im Jahr 2010 erwarb er an der Theologischen Fakultät von Norditalien das Lizenziat in Moraltheologie. Von 2009 bis 2012 war er Bischofsvikar für die Seelsorge. Von 2011 bis 2015 war er stellvertretender Generalvikar und seit 2015 Generalvikar des Bistums Casale Monferrato. Seit 2014 war er Domherr an der Kathedrale von Casale Monferrato und seit 2016 bischöflicher Beauftragter für die Beziehungen zur staatlichen Verwaltung. 2019 übernahm er die Leitung der diözesanen Hilfswerke und anderer diözesaner Stiftungen. Außerdem gehörte er dem Priesterrat, dem Konsultorenkollegium und anderen diözesanen Gremien an.
Am 10. April 2021 ernannte ihn Papst Franziskus zum Bischof von Chiavari. Der Bischof von Casale Monferrato, Gianni Sacchi, spendete ihm am 29. Mai desselben Jahres in der Kathedrale Sant’Evasio in Casale Monferrato die Bischofsweihe. Mitkonsekratoren waren dessen Amtsvorgänger Alceste Catella und sein Vorgänger als Bischof von Chiavari, Alberto Tanasini. Die Amtseinführung in Chiavari fand am 20. Juni 2021 statt.